# Jan van Kessel (ca. 1620 - ca. 1670)

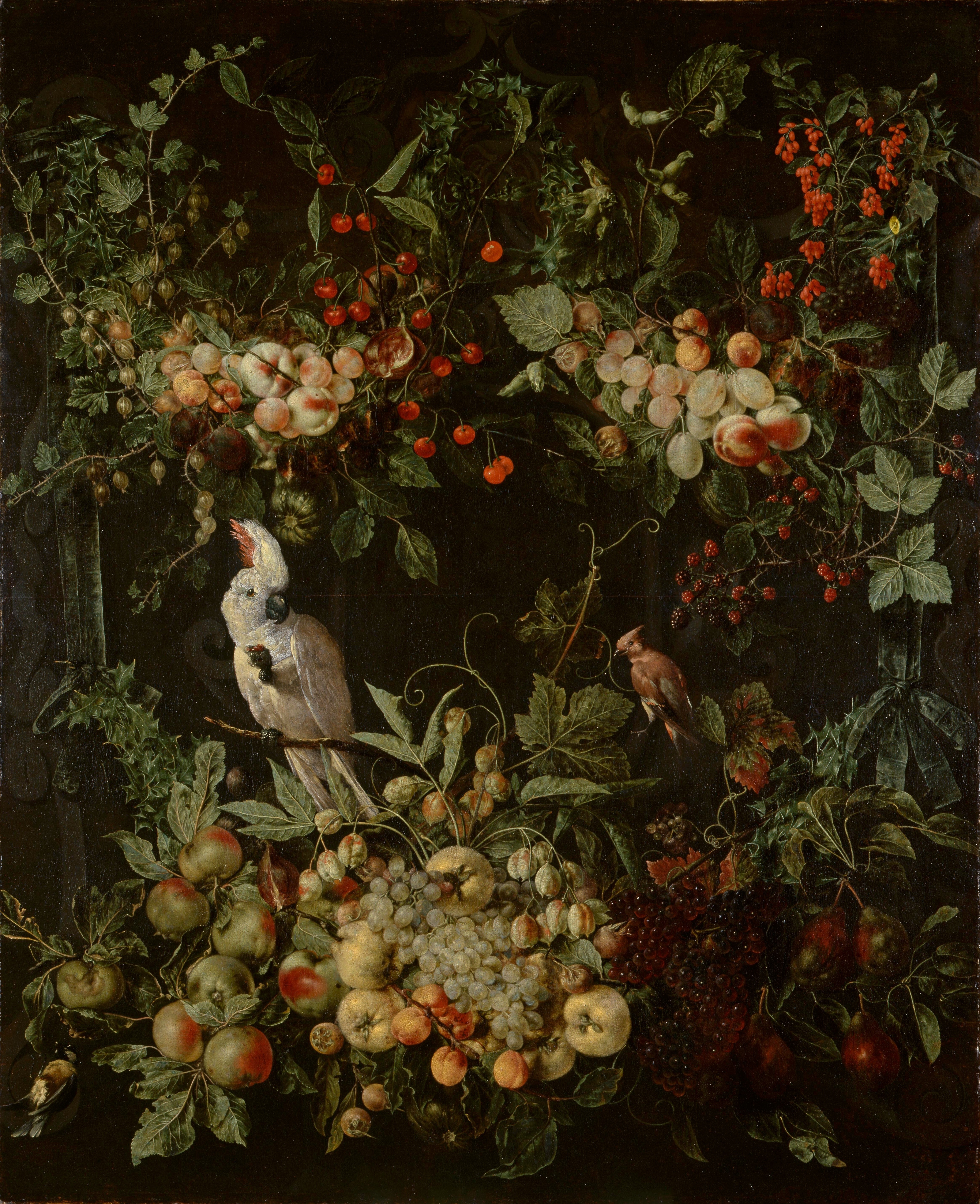
Stilleven met Grote geelkuifkaketoe (Fitzwilliam Museum)

Jan van Kessel (Antwerpen, ca. 1620 – Amsterdam?, in of na 1661) was een Zuid-Nederlands schilder van stillevens (vruchten, bloemen, jachtstukken). Hij werd opgeleid bij Simon de Vos in zijn geboortestad Antwerpen, vervoegde er de Sint-Lucasgilde (1644) en trok ten laatste in 1649 noordwaarts om een studio te openen in Amsterdam. Zijn assistenten waren er Jan Baptist Walvis and Gerrit Cornelisz. Er zijn een dertigtal schilderijen aan Van Kessel toegeschreven, hoewel dat door zijn vele naam- en tijdgenoten niet altijd eenvoudig is.